# Kateryna Tabaschnyk
Kateryna Oleksandriwna Tabaschnyk (ukrainisch Катерина Олександрівна Табашник, engl. Transkription Kateryna Tabashnyk; * 15. Juni 1994 in Charkiw) ist eine ukrainische Hochspringerin und ehemalige Siebenkämpferin.

## Sportliche Laufbahn
Erste Erfahrungen bei internationalen Meisterschaften sammelte Kateryna Tabaschnyk bei den Jugendweltmeisterschaften 2011 nahe Lille, bei denen sie mit 1,67 m in der Qualifikation ausschied. 2012 nahm sie im Siebenkampf an den Juniorenweltmeisterschaften in Barcelona teil, musste dort ihren Wettkampf am zweiten Tag aber abbrechen. 2013 qualifizierte sie sich für die Halleneuropameisterschaften in Göteborg, schied aber auch dort mit 1,80 m bereits in der Qualifikation aus. Bei den Junioreneuropameisterschaften im selben Jahr in Rieti gewann sie mit 1,90 m die Goldmedaille. 2017 steigerte sie sich beim traditionsreichen Meeting in Rovereto auf 1,95 m. Im Jahr darauf qualifizierte sie sich für die Europameisterschaften in Berlin, bei denen sie sich mit einem Sprung über 1,94 m auf Rang fünf klassierte. Bei den Leichtathletik-Halleneuropameisterschaften 2019 in Glasgow wurde sie mit 1,97 m Vierte.
Nach Ablauf ihrer Dopingsperre siegte sie 2022 mit übersprungenen 1,89 m beim Meeting International de Montreuil. Im Jahr darauf gewann sie bei den Halleneuropameisterschaften in Istanbul mit 1,94 m die Bronzemedaille hinter ihrer Landsfrau Jaroslawa Mahutschich und Britt Weerman aus den Niederlanden. 2025 verpasste sie bei den Halleneuropameisterschaften in Apeldoorn mit 1,85 m den Finaleinzug, ehe sie bei den Hallenweltmeisterschaften in Nanjing mit 1,89 m den neunten Platz.
2025 wurde Tabaschnyk ukrainische Hallenmeisterin im Hochsprung.

### Dopingsperre
Im Januar 2020 verlautete die Athletics Integrity Unit (AIU), dass Tabaschnyk wegen der Einnahme der verbotenen Substanz Hydrochlorothiazid rückwirkend gesperrt wurde. Die Sperre gilt vom 28. März 2019 bis 27. Oktober 2020.

## Persönliche Bestleistungen
- Hochsprung: 1,96 m, 25. Juni 2018 in Kropywnyzkyj
  - Hochsprung (Halle): 1,99 m, 26. Januar 2019 in Hustopeče